# Gunung Rogojembangan
Gunung Rogojembangan är ett berg i Indonesien.   Det ligger i provinsen Jawa Tengah, i den västra delen av landet, 300 km öster om huvudstaden Jakarta. Toppen på Gunung Rogojembangan är 1 560 meter över havet.
Terrängen runt Gunung Rogojembangan är huvudsakligen kuperad, men den allra närmaste omgivningen är bergig.Runt Gunung Rogojembangan är det mycket tätbefolkat, med 1 095 invånare per kvadratkilometer. I omgivningarna runt Gunung Rogojembangan växer i huvudsak städsegrön lövskog.